# Ascalaphus
În mitologia greacă, Ascalaphus (în greacă veche Ἀσκάλαφος, Askalaphos), fiul zeului Acheron⁠(d) și al nimfei Orphne⁠(d), era paznicul livezii din Hades. 
Ascalaphus le-a spus celorlalți zei că Persefona a mâncat semințe de rodie în lumea subpământeană, atunci când fusese răpită de zeul Hades. Pentru că gustase mâncare în lumea subpământeană, Persefona a fost obligată să se întoarcă acolo și să petreacă acolo câte patru luni (în versiunile ulterioare șase luni) în fiecare an. Zeița Demetra, mama Persefonei, a fost atât de furioasă din acest motiv încât l-a îngropat pe Ascalaphus sub o stâncă grea din lumea subpământeană.
Când Heracle a coborât în infern (cea de-a douăsprezecea sa „muncă”), a rostogolit stânca și l-a eliberat pe Ascalaphus. Mai târziu, răzbunătoarea Demetra l-a transformat pe Ascalaphus într-o bufniță. Potrivit unui alt mit, Persefona însăși l-a transformat într-o bufniță stropindu-l cu apă din râul Phlegethon⁠(d) (unul dintre cele cinci râuri care străbăteau infernul). Ovidius menționează: „Așa că a devenit cea mai josnică pasăre; un mesager al durerii; bufnița leneșă; trist semn pentru omenire”. Ca bufniță, el a devenit pasărea simbol al lui Hades, zeul lumii subpământene.